# Zweefvliegclub Flevo
Zweefvliegclub Flevo is een relatief jonge zweefvliegclub, opgericht in 1981. De thuisbasis is het zweefvliegveld vlak bij Biddinghuizen. In verband met de plaatsing van windmolens direct naast het veld vliegt de vereniging sinds 2023 vanaf Zweefvliegcentrum Terlet
ZC Flevo heeft ca. 70 leden, waarvan 6 instructeurs. Er wordt gevlogen van maart t/m oktober, op elke zaterdag en zondag. Daarnaast worden er drie zweefvliegkampen georganiseerd op het eigen zweefvliegveld. Deze kampen worden gehouden in de mei-, zomer- en herfstvakantie.
De vloot bestaat uit 7 zweefvliegtuigen, waarvan vier tweezitters, (ASK-21, DG-1000 en Duo Discus XLT) en vier eenzitters (Junior, LS-4b, Discus 2b, Ls-7wl). Voor het starten beschikt ZC Flevo over een elektrische lier. 

## Geschiedenis
Zweefvliegclub Flevo is een afsplitsing van Vliegclub Flevo. Deze vliegclub maakte op 2 september 1972 haar eerste vliegbeweging, een zweefvlucht met een ingehuurde Rhönlerche (PH-238). In de 10 daarop volgende weken werden nog eens 639 starts gemaakt. Een jaar later werd op dezelfde locatie Vliegveld Lelystad opgericht. In 1981 was de Vliegclub Flevo zo groot geworden dat de zweefvliegers besloten een eigen club op te richten.
Tot 1995 bleef de zweefvliegclub haar thuisbasis houden op Vliegveld Lelystad. Maar in de toekomstplannen van de snelgroeiende luchthaven paste geen zweefvliegclub. De zweefvliegclub week daarom noodgedwongen uit naar een geschikt veld nabij Biddinghuizen. Vanaf 2023 vliegt de club tot nader orde vanaf Terlet